# Национальная художественная галерея (Каракас)
Национальная художественная галерея (исп. Galería de Arte Nacional; GAN) располагается в районе Пласа Морелос в Каракасе, столице Венесуэлы. Музей был открыт в 1976 году, в нём представлены лучшие образцы венесуэльского искусства в 11 галереях в здании, построенном в стиле неоклассицизма.

## История
Музей был основан в 1976 году и расположился в здании, которое было спроектировано в 1935 году одним из самых известных венесуэльских архитекторов Карлосом Раулем Вильянуэвой и относилось к Музею изящных искусств Каракаса. В собрания музея вошли работы венесуэльских художников, охватывающие период в 5 веков, начиная с колониальных времён, большая часть коллекции посвящена эпохе Симона Боливара.

## Особенности
Во внутреннем дворе музея, построенного из камня и мрамора, располагается пруд с растущими возле него ивами. В то время как фасад здания с портиками выполнены в различных архитектурных стилях, карнизы и колонны относятся к неоклассическому стилю. Нижняя часть стены музея украшена тремя скульптурными рельефами Франсиско Нарваэса.
Коллекция музея насчитывает около 4 000 предметов искусства, в ней представлены работы более 40 венесуэльских художников. На верхнем этаже музея находится терраса, с которой открывается живописный вид на Каракас, включая располагающий поблизости парк Лос-Каобос.
Мейер Вайсман из Каракаса провел в этом музее свою первую персональную выставку венесуэльской культуры. Среди известных художников, чьи работы представлены в музее, — Артуро Микелена, Армандо Реверон, Карлос Крус-Дьес, Пахаро и Хесус Сото. Самый известный экспонат музея — картина Микелены 1896 года, изображающая Франсиско де Миранду в испанской тюрьме, Miranda en La Carraca.